# Bad Muskau
Bad Muskau (szorb nyelven Mužakow) város Németországban, azon belül Szászország tartományban. Lakosainak száma 3685 fő (2023. december 31.).

## Története

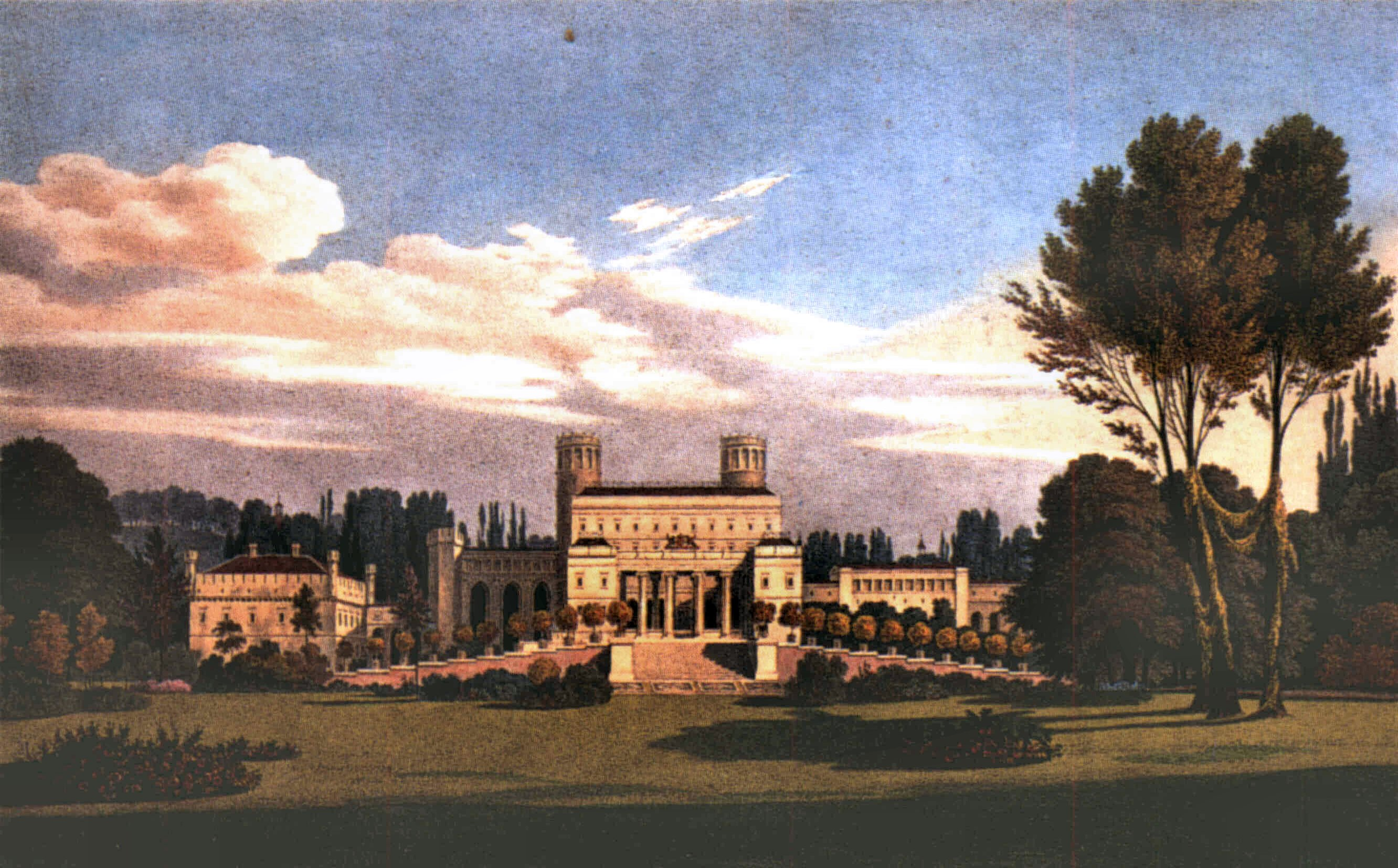
A muskaui kastély 1834-ben

Írott forrásban elsőként 1249-ben tűnik fel.
Wenzel von Bieberstein (1421–1465) emelte Muskaut város rangjára 1452-ben.
Lausitzi tartománygrófsághoz tartozott 1815-ig. A bécsi kongresszus döntései értelmében porosz kézbe került.
A muskaui parkot a Neisse folyó mindkét partján 1815-1844 között Hermann von Pückler-Muskau herceg hozta létre.

## Politika
A városi tanácsnak 16 tagja van:
- CDU 7
- Die Linke 4
- SPD 3
- VDG 2

## Turistalátványosságok

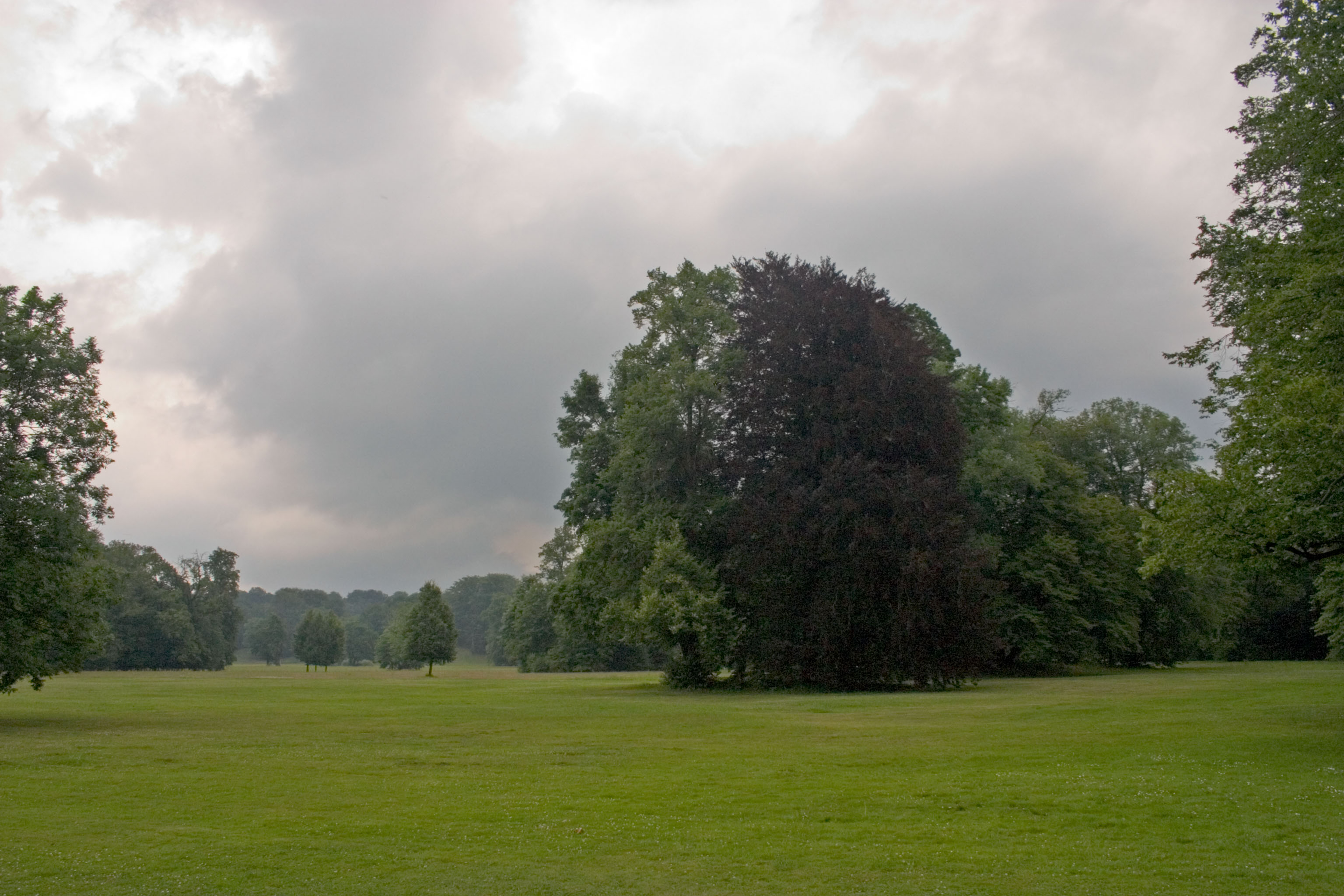
A muskaui park

- A muskaui park

## Népesség
A település népességének változása:
| Lakosok száma | 3658 | 3716 | 3669 | 3759 | 3685 |
|               | 2017 | 2019 | 2021 | 2022 | 2023 |

### A város híres szülöttei
- Hermann von Pückler-Muskau herceg (1785–1871), német író és tájépítész